# 에스토니아 여자 축구 국가대표팀
에스토니아 여자 축구 국가대표팀은 에스토니아를 대표하는 여자 축구 대표팀으로 에스토니아 축구 협회에서 관리한다. 유럽 여자 축구 변방으로 알려진 팀들 중 하나로 1994년 8월 19일 리투아니아와의 국제 경기 데뷔전에서 0-3으로 패했다.

## 국제 대회 경력

### FIFA 여자 월드컵
1999년 FIFA 여자 월드컵 유럽 지역 예선에서 처음으로 월드컵 지역 예선에 참가한 뒤 현재까지 여자 월드컵 본선 기록은 전무하며 그나마 2011년 FIFA 여자 월드컵 유럽 지역 예선에서 3승 1무 6패·1조 4위를 기록하면서 에스토니아 여자 축구 역사상 월드컵 지역 예선 최다 승점을 기록했다.

### UEFA 유럽 여자 축구 선수권 대회
UEFA 여자 유로 1997 예선을 통해 첫 메이저 대회 예선에 참가한 이후 UEFA 여자 유로 2005 예선 B그룹 6조 3차전에서 같은 유럽 여자 축구 최약체팀인 카자흐스탄을 상대로 1승 1무를 기록하며 유로 대회 예선 첫 승점(4점)을 따내는 등 1승 1무 4패의 성적을 기록했지만 이 대회 예선을 제외한 나머지 대회 예선에서는 1무 42패의 처참한 성적에 머물러 있다.

### 여자 발틱컵
그나마 에스토니아 여자 축구가 가장 좋은 성적을 거두고 있는 대회로 1996년 첫 대회부터 현재까지 여자 발틱컵 우승 10회, 준우승 5회를 기록하는 등 여자 발틱컵 최다 우승국 타이틀을 유지하고 있다.

## 성적

### FIFA 여자 월드컵
- 1991년 ~ 1995년: 불참
- 1999년 ~ 2019년: 예선 탈락

### 올림픽 축구
- 1996년: 불참
- 2000년 ~ 2004년: 예선 탈락
- 2008년: 불참
- 2012년: 예선 탈락

### UEFA 유럽 여자 축구 선수권 대회
- 1984년: 불참
- 1987년: 불참
- 1989년: 불참
- 1991년: 불참
- 1993년: 불참
- 1995년: 불참
- 1997년: 예선 탈락
- 2001년: 예선 탈락
- 2005년: 예선 탈락
- 2009년: 예선 탈락
- 2013년: 예선 탈락

## 같이 보기
- 에스토니아 축구 국가대표팀